# 泡竹
泡竹（学名：Pseudostachyum polymorphum）为禾本科泡竹属下的一个种。